# Marcelino Gutiérrez
Marcelino Gutiérrez Chávez (Distrito de Huancarqui, 31 de mayo de 1827-Arequipa, 9 de diciembre de 1904) fue un coronel peruano, que tuvo un papel menor en el golpe de Estado encabezado por su hermano Tomás Gutiérrez contra el entonces presidente José Balta el 22 de julio de 1872. Fue el único de los hermanos Gutiérrez que se salvó de la furia popular, la misma que acabó con la vida de sus tres hermanos (Tomás, Silvestre y Marceliano) en las calles de Lima y el Callao. Fue apresado y sometido a juicio, aunque poco después fue amnistiado. Regresó entonces a su tierra natal para dedicarse a la agricultura. Durante la guerra con Chile se le encargó formar un batallón para la defensa de Arequipa.

## Primeros años de vida
Gutiérrez nació en 1827, en el pueblo de Huancarqui, de una familia campesina de ascendencia española, siendo hijo de Luis Gutiérrez y Juliana Chávez. En total eran diez hermanos.
En 1849 se alistó en el Ejército del Perú, siguiendo el ejemplo de su hermano mayor Tomás, aunque no llegó a destacar como este. Sus otros hermanos que siguieron la carrera militar fueron Silvestre y Marceliano. El historiador Jorge Basadre lo describe como de carácter apacible, comparado con el resto de sus hermanos, que eran más impulsivos y violentos.

## Carrera militar
Gutiérrez fue ascendido por primera vez a cabo en 1851, convirtiéndose en sargento segundo en agosto y sargento primero en noviembre del mismo año. Fue ascendido a teniente menor en 1854 y se retiró del servicio activo en 1855, reincorporándose en 1856. El 11 de enero de 1858 recibió el cargo de teniente, ascendiendo desde entonces en la jerarquía militar: en 1858 fue capitán graduado, en 1862 capitán efectivo, en 1862 mayor graduado, mayor efectivo en 1865, teniente coronel graduado en 1865, en 1867 teniente coronel efectivo y en 1868 coronel graduado. Sirvió a las órdenes de Torrico, Echenique, Castilla y Balta. 

### Golpe de Estado

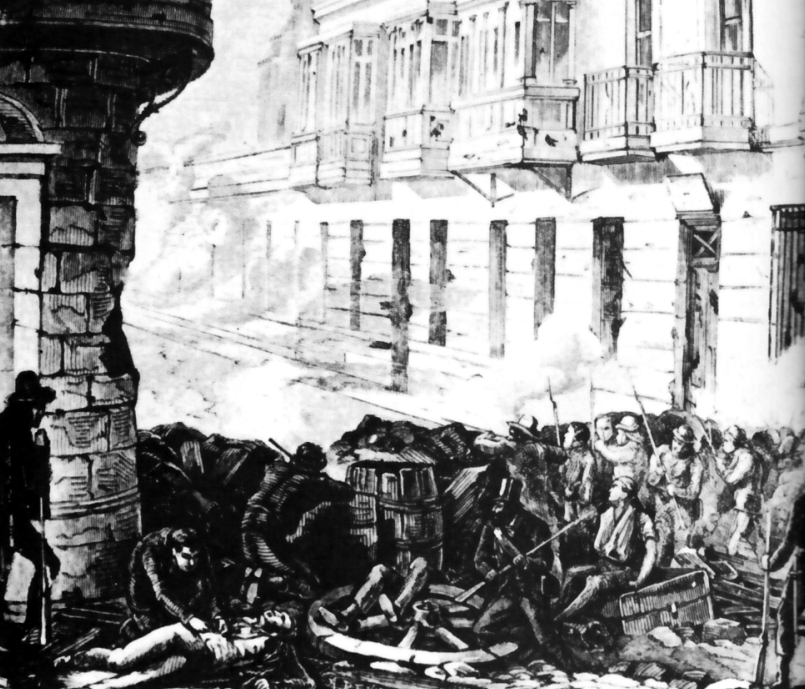
Barricadas en las inmediaciones del cuartel de Santa Catalina. Lima, julio de 1872.

En el momento de protagonizar el golpe de Estado contra el presidente José Balta, en julio de 1872, los hermanos Gutiérrez eran todos coroneles y tenían cada uno mando de tropas en Lima, a excepción de Tomás, que era ministro de Guerra y Marina, y uno de los hombres fuertes del gobierno de Balta.
Marcelino Gutiérrez estaba al mando del Batallón «Ayacucho» N.º 4 (antes Columna «Paucarpata» N.º. 2),  destacado en el fuerte de Santa Catalina. Tuvo un papel muy menor en el golpe de Estado, cuyos principales cabecillas fueron Tomás y Silvestre.
Cuando Silvestre asaltó el Palacio de Gobierno y apresó al presidente Balta, el 22 de julio de 1872, Marcelino se hallaba en la Plaza de Armas con algunos soldados de artillería, al lado de los batallones «Pichincha» N.º 2 y «Zepita» N.º 3, cuyos jefes eran Silvestre y Marceliano, respectivamente.
Durante los días siguientes, Marcelino permaneció con sus tropas en el cuartel de Santa Catalina, sin salir siquiera cuando la muchedumbre copó las calles, provocando disturbios, en uno de los cuales murió Silvestre. En dicho cuartel también se instaló Tomás, cuando la situación se puso adversa para él, tras el asesinato del presidente Balta. La población sublevada levantó entonces barricadas frente al cuartel, que empezó a sufrir los rigores del sitio, por lo que tanto Marcelino como Tomás salieron con sus tropas y hicieron retroceder momentáneamente a los sitiadores. El otro hermano, Marceliano, murió combatiendo al tratar de repeler a los pobladores alzados en el Callao.
Al ver ya la situación insostenible, Tomás trató de huir de incógnito, pero fue reconocido y capturado por una turba, siendo asesinado, el 26 de julio de 1872. Por su parte, Marcelino se escondió en la casa de un amigo y debido a ello fue el único de los hermanos Gutiérrez que se salvó de una muerte segura, siendo conocido desde entonces como «el sobrado».
Sin embargo, el hecho de que su casa no fuera saqueada y destruida, como si ocurrió con las de sus hermanos, demostraría que el pueblo limeño no lo consideraba como responsable de la muerte de Balta, ni que le viera mayor participación en el golpe de Estado.

### Prisión y amnistía
Dos o tres días después, Marcelino se trasladó a la casa del representante del Imperio de Brasil, donde permaneció oculto ochos días. Luego intentó huir del país junto con su esposa, dirigiéndose al puerto del Callao para embarcarse con destino a Valparaíso. Se dice que fue Enrique Meiggs quien le proporcionó dinero para su viaje. Pero fue delatado y apresado por la autoridad del puerto, siendo enviado a Lima, donde fue encarcelado a la espera de su juicio.
Su juicio finalmente fue suspendido, siendo liberado por una ley de amnistía, tras permanecer ocho meses en reclusión. Cabe señalar que las investigaciones realizadas sobre su participación en el golpe de Estado no le hallaron ninguna responsabilidad en el asesinato del presidente Balta.

### Guerra del Pacífico
Marcelino regresó a su tierra natal, en el valle de Majes, para dedicarse a la agricultura. Participó en los preparativos de la defensa de Arequipa durante la guerra del Pacífico. En 1880, el dictador Nicolás de Piérola le ordenó organizar el Batallón «Legión Peruana», cuyo mando asumió hasta julio. Dicho batallón formó parte de la División de Vanguardia encabezada por Manuel Leiva y compuesta por 3000 soldados bien armados, la cual fue enviada hacia Tacna para auxiliar al ejército allí estacionado. Sin embargo, tras llegar a Moquegua, dio media vuelta y se regresó a Arequipa, desconociéndose el motivo.

## Fallecimiento
Finalizada la guerra, Marcelino se estableció en la ciudad de Arequipa, por razones de salud.  De marzo a abril de 1884 comandó el batallón de gendarmes de la ciudad. Entre 1894 y 1895 trabajó en la prefectura. Murió de un infarto en 1904.

## Descendencia
Marcelino Gutiérrez se casó con Mercedes Vargas en la Iglesia de San Marcelo de Lima el 8 de noviembre de 1869. Vargas era arequipeña, hija legítima de Manuel Vargas y Andrea Rojas Zúñiga. Su hermano Tomás patrocinó la ceremonia. Con ella tuvo cinco hijas, todas nacidas en Arequipa: Rosa Mercedes (1869), María Mercedes Hortensia (1877), María Natalia (1882), Leonor Angélica (1887) y Carmela Emperatriz Emiliana (1890). También fue padre de María Eliselda Eduarda, bautizada el 28 de octubre de 1866, en la misma iglesia, cuya madre fue Josefa Revolledo.[cita requerida]